# Biekou
Biekou (kinesiska: 别口) är en köping i sydvästra Kina. Den ligger i stadsdistriktet Tongnan i storstadsområdet Chongqing, omkring 86 kilometer nordväst om det centrala stadsdistriktet Yuzhong. Antalet invånare är 7 879. Befolkningen består av 3 865 kvinnor och 4 014 män. Barn under 15 år utgör 19,0 %, vuxna 15-64 år 61 %, och äldre över 65 år 19,0 %.